# Ancona (1866)
«Анкона» (італ. Ancona) — броненосець типу «Реджина Марія Піа» Королівських військово-морських сил Італії другої половини 19-го століття. 

## Історія створення
Броненосець «Анкона» був закладений 11 серпня 1862 року на верфі «Arman Brothers» у місті Бордо у Франції. 
Спущений на воду 17 жовтня 1864, вступив у стрій 1 квітня 1866  року.
Свою назву корабель отримав на честь міста Анкона.

## Історія служби

### Битва біля Лісси
Під час битви біля Лісси броненосець «Анкона» входив до складу дивізії адмірала Вакки, разом з кораблями «Прінчіпе ді Каріньяно» (флагман) та «Кастельфідардо».
Після прибуття до острова Лісса командувач італійської ескадри Карло Пелліон ді Персано наказав кораблям дивізії Вакки обстрілювати берегові батареї, але Вакка повідомив, що гармати його кораблів не можуть підніматись на достатню висоту для обстрілу.
Вранці 20 липня, коли надійшла звістка про підхід австрійських кораблів, адмірал Персано вишикував свої кораблі у кільватерну колону. Але з початком бою він переніс свій прапор з «Ре д'Італія» на «Аффондаторе». Операція зайняла 10 хвилин, але між дивізіями Персано та Вакки утворився розрив, в який спрямував свій удар командувач австрійським флотом Вільгельм фон Тегетгофф.
Кораблі Вакки повернули на лівий борт, намагаючись атакувати другу лінію австрійських кораблів, але були відбиті вогнем фрегатів «Донау», «Радецький» і «Шварценберг». Внаслідок цього найсильніші австрійські кораблі атакували броненосці Персано, який залишився без допомоги. 
Згодом цей маневр був визнаний помилкою, яка вплинула на перебіг бою не менше, ніж невдалі дії адміралів Персано та Альбіні.
«Анкона» намагався прийти на допомогу «Ре д'Італія», але в цей час він був протаранений австрійським броненосцем «Ерцгерцог Фердинанд Макс» і затонув. «Анкона» був підпалений вогнем австрійських кораблів, але екіпаж швидко зумів загасити вогонь. Згодом «Анкона» і  «Варезе» намагались атакувати неброньовані кораблі Антона фон Петца, але зіштовхнулись між собою. Поки екіпажі роз'єднували свої кораблі, австрійці встигли утекти.
Загалом під час бою «Анкона» зазнав значних пошкоджень, втративши декілька броньових пластин, а один австрійський снаряд пробив броню і вибухнув всередині корпусу.

### Подальша служба
Після війни «Анкона» був перебудований в броненосець із центральною батареєю. Дві 220-мм гармати були встановлені в носовій частині, вісім 203-мм гармат були розміщені в казематі (по чотири з кожного борту), ще одна гармата - в кормовій частині. 
У 1871 році озброєння корабля знову було змінене. На ньому були встановлені дві 254-мм гармати в носовій частині і вісім 203-мм гармат в казематі, по чотири з кожного борту. У 1880 році озброєння було змінене ще раз. Замість 254-мм гармат були встановлені дві 220-мм гармати, а в кормовій частині була встановлена ще одна 203-мм гармата. 
У 1888-1890 роках корабель був модернізований та переозброєний. Тепер його озброєння складалось з вісьмох 152-мм гармат у казематі та декількох гармат меншого калібру для захисту від міноносців - п'яти 120-мм гармат, чотирьох 57-мм гармат і восьми 37-мм гармат Готчкіса. Також на кораблі були встановлені три торпедних апарати.
У 1873 році «Анкона» був включений до складу 1-ї дивізії Постійної ескадри, куди також входили броненосці «Рома» і «Конте Верде».
З 1895 року «Анкона» використовувався як сторожовий корабель в гавані Таранто.
У 1903 році корабель був виключений зі складу флоту і зданий на злам.